# Black Mountain (Caroline du Nord)
Pour les articles homonymes, voir Black Mountain.
Black Mountain est une ville du comté de Buncombe, en Caroline du Nord, à l'est des États-Unis. La commune compte 7 877 habitants en 2008. 

## Démographie
| 1900 | 1910 | 1920 | 1930 | 1940  | 1950  |
| ---- | ---- | ---- | ---- | ----- | ----- |
| 209  | 311  | 531  | 737  | 1 042 | 1 174 |

| 1960  | 1970  | 1980  | 1990  | 2000  | 2010  |
| ----- | ----- | ----- | ----- | ----- | ----- |
| 1 313 | 3 204 | 4 083 | 5 418 | 7 511 | 7 848 |